# 佐賀県道21号三瀬神埼線
佐賀県道21号三瀬神埼線（さがけんどう21ごう みつせかんざきせん）は、佐賀県佐賀市から神埼市に至る県道（主要地方道）である。

## 概要
佐賀市三瀬村藤原から神埼市神埼町神埼に至る。全線2車線の道路であるが、交通量は少ない。全線を通じて山道を通るため、冬季は積雪や路面凍結により交通規制がかけられる場合がある。

### 路線データ
- 起点：佐賀県佐賀市三瀬村藤原（池田交差点、国道263号交点）
- 終点：佐賀県神埼市神埼町神埼（神埼市役所前交差点、国道34号交点）

## 歴史
- 1954年（昭和29年）1月20日 - 建設省（現・国土交通省）が主要地方道福岡三瀬神埼線を指定。
- 1955年（昭和30年）
  - 1月25日 - 福岡県が路線認定。
  - 2月1日 - 佐賀県が路線認定。
- 1962年（昭和37年）5月1日 - 福岡三瀬神埼線の一部が1963年（昭和38年）4月1日付で二級国道263号福岡佐賀線への昇格が決定。
- 1964年（昭和39年）12月28日 - 建設省が、主要県道福岡三瀬神埼線の一部を三瀬神埼線に指定。
- 1966年（昭和41年） - 佐賀県が主要地方道三瀬神埼線を認定。
- 1993年（平成5年）5月11日 - 建設省から、主要県道三瀬神埼線が三瀬神埼線として主要地方道に再指定される[1]。

## 地理

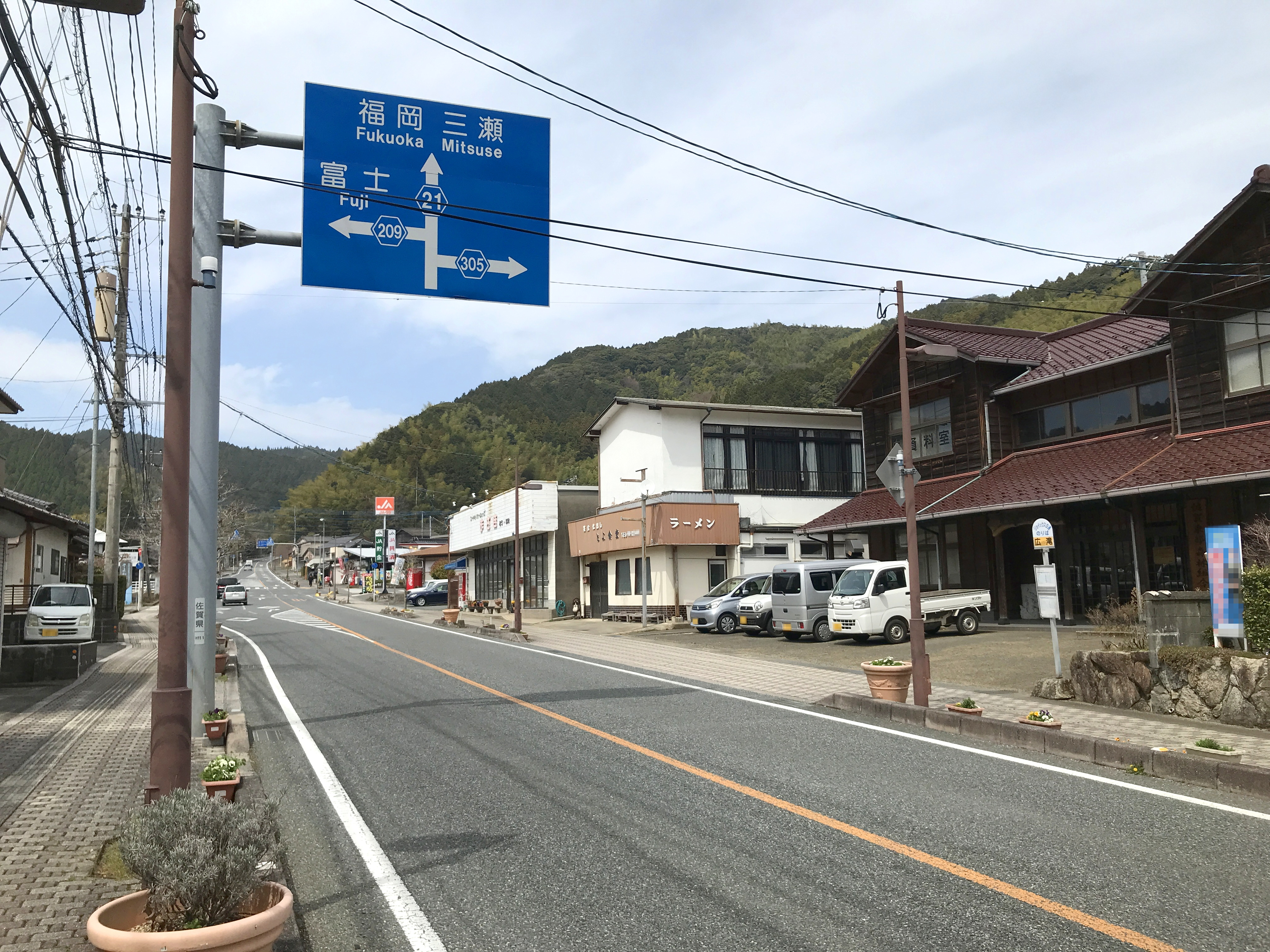
神埼市脊振町広滝

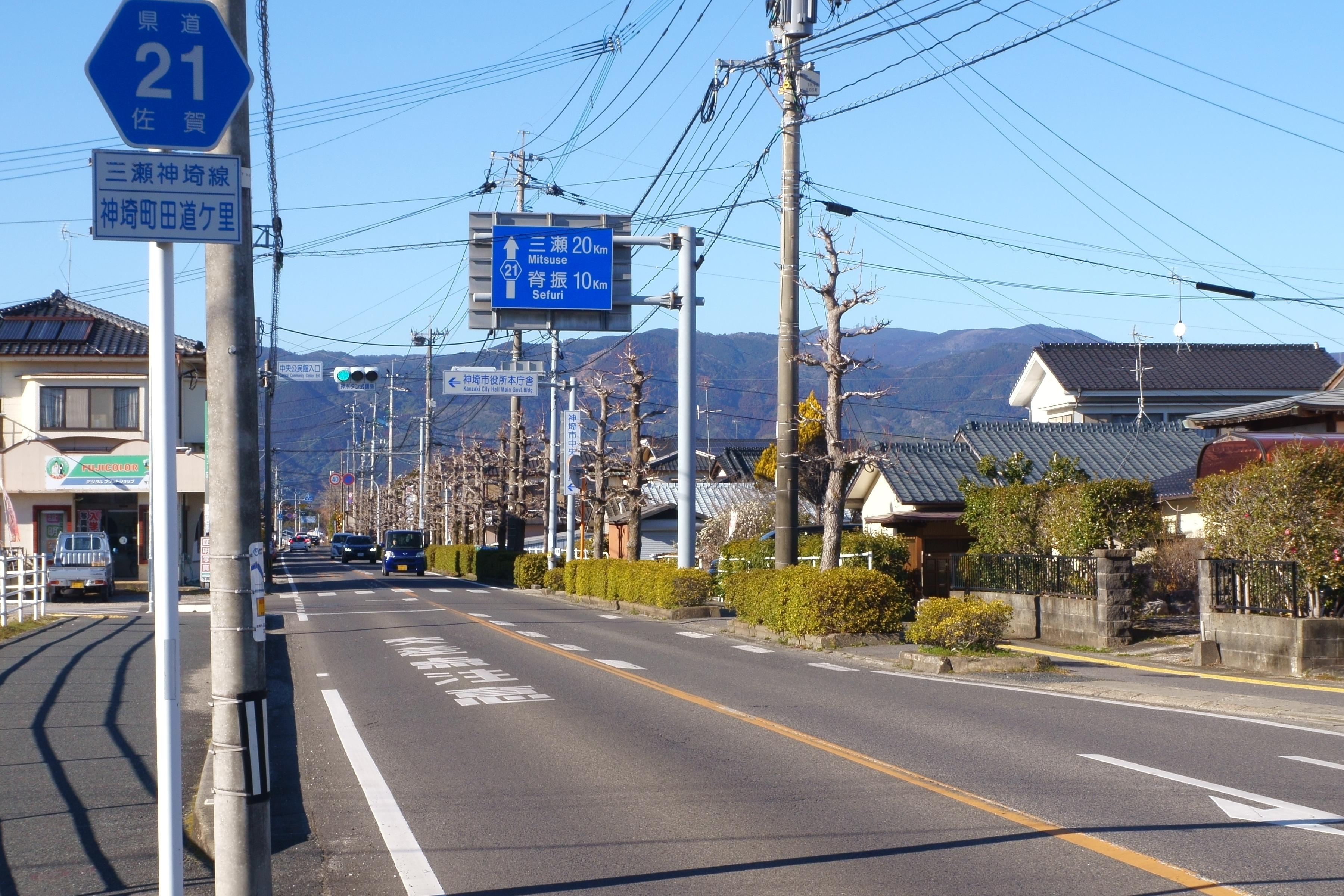
神埼市神埼町田道ヶ里

### 通過する自治体
- 佐賀市
- 神埼市

### 交差する道路
| 交差する道路                                | 市町村名 | 交差する場所       | 交差する場所              |
| ------------------------------------------- | -------- | ------------------ | ------------------------- |
| 国道263号                                   | 佐賀市   | 三瀬村藤原         | 池田交差点 / 起点         |
| 佐賀県道273号藤原松瀬線                     | 佐賀市   | 三瀬村藤原         |                           |
| 佐賀県道51号佐賀脊振線                      | 神埼市   | 脊振町服巻         |                           |
| 佐賀県道209号広滝大和富士線                 | 神埼市   | 脊振町広滝         |                           |
| 佐賀県道305号脊振山公園線                   | 神埼市   | 脊振町広滝         |                           |
| 佐賀県道31号佐賀川久保鳥栖線                | 神埼市   | 神埼町的（いくわ） | 飯町交差点                |
| 佐賀県道269号若宮鶴線 佐賀県道325号吉田鶴線 | 神埼市   | 神埼町鶴           | 鶴交差点                  |
| 佐賀県道247号肥前神埼停車場平八本松線       | 神埼市   | 神埼町田道ヶ里     |                           |
| 国道34号                                    | 神埼市   | 神埼町神埼         | 神埼市役所前交差点 / 終点 |

### 交差する鉄道
- 長崎本線

### 沿線
- 佐賀市役所三瀬支所
- 三瀬郵便局
- 神埼市立脊振中学校
- 神埼市立脊振小学校
- 神埼市脊振支所
- 脊振郵便局
- 高取山公園
- 城原川
- 眼鏡橋
- 九年庵
- 仁比山神社
- 仁比山郵便局
- 神埼市立仁比山小学校
- JR九州長崎本線 神埼駅
- 神埼市役所

### 峠
- 大内峠（佐賀市 - 神埼市）